# Lizzie Sadin
Lizzie Sadin est une photographe française née en 1957 spécialisée dans les sujets de société et portant sur les Droits Humains.

## Biographie
Elle témoigne sur sur les violences conjugales, les mineurs en prison. 
De 1993 à 2002, elle collabore à l'agence photographique Rapho. À partir de 2002, elle travaille pour l'agence Editing.

### Prix Carmignac du photojournalisme
En novembre 2016, Lizzie Sadin reçoit le prix Carmignac du photojournalisme pour un travail sur l'esclavage et le trafic de femmes au Népal.
De février à mai 2017, elle parcourt le Népal pour témoigner d’une traite humaine basée sur le genre, où elle montre que les filles et les femmes sont vendues et prostituées de force ; son reportage reçoit le prix Carmignac du Photojournalisme, lors du festival Visa pour l’image à Perpignan, le 7 septembre 2017,.

## Publications
- Lizzie Sadin, Livre Le Piège, Esclavage et trafic de femmes au Népal. Bilingue français, anglais, Édition Skira, Paris, 2017, 112 p.
- Lizzie Sadin, L'acte lexique, Paris, Association française pour la lecture, 1989, 28 p.
- Lizzie Sadin, Mineurs en peines, Arles, Actes Sud, 2009, 140 p.
- Lizzie Sadin, Les violences faites aux femmes en France, une affaire d'État, Paris, Autrement, 2009, 202 p.